# Nekrolog 1. Quartal 1906
Nekrolog
◄◄
| ◄
| 1902
| 1903
| 1904
| 1905
| 1906 | 1907 | 1908 | 1909 | 1910 | ► | ►►
1. Quartal |
2. Quartal |
3. Quartal |
4. Quartal 1906
Weitere Ereignisse | Allgemeiner Nekrolog 1906
Die Beschreibung der verstorbenen Person sollte so kurz wie möglich gehalten sein und nur deren signifikante Tätigkeit(en) enthalten.
Neue Namen ggf. auch unter dem Geburts- und Sterbedatum, also etwa unter 1. Januar und im Geburts- und Sterbejahr (2024) eintragen (nur bei entsprechender großer Wichtigkeit). Für Beispiele siehe die schon vorhandenen Artikel.
Außerdem über die fünf zuletzt Verstorbenen, zu denen es einen ausreichend guten Artikel für eine Präsentation auf der Hauptseite gibt, nach der todesbedingten Überarbeitung der Artikel ggf. auch unter Wikipedia Diskussion:Hauptseite informieren und sie am besten auch in den anderen Wikipedia-Sprachversionen eintragen. Tipp: Regelmäßig bei news.google.de nach „ist tot“, „gestorben“ oder „verstorben“ suchen.
Wenn eine Person gestorben ist, gibt es viele Seiten zu dieser Person in der Wikipedia, die davon auch betroffen sind und entsprechend aktualisiert werden müssen. Beispiele: Namenübersichtsseite, Geburtsjahr, Geburtsort-Seiten und viele mehr.
Wie finde ich die betroffenen Seiten?
Im Suchfeld auf der linken Seite gibt man den Suchbegriff so ein: „Vorname Nachname“. Dann klickt man auf Volltext und alle Seiten mit entsprechendem Suchtext werden aufgerufen. Hier sieht man dann schnell, wo auch das Todesjahr Sinn macht oder sogar ein Teil des Artikels angepasst werden muss. Auch hilft das „Werkzeug“ auf der linken Seite sehr gut, um solche Seiten aufzufinden: „Links auf diese Seite“. Somit ist die Wikipedia wieder aktuell in allen Bereichen! Hinweis: bei Eintragung der Kategorie „Gestorben JAHR“ wird der Missbrauchsfilter 49 ausgelöst, was jedoch nicht schlimm ist. Siehe: Spezial:Missbrauchsfilter/49
Dies ist eine Liste von im ersten Quartal 1906 verstorbenen bekannten Persönlichkeiten. Die Einträge erfolgen innerhalb der einzelnen Daten alphabetisch sortiert. Tiere sind im Nekrolog für Tiere zu finden.

## Januar
| Tag        | Name                                        | Beruf, bekannt als                                                                                   | Alter | Beleg |
| ---------- | ------------------------------------------- | --- | ----- | ----- |
| 1. Januar  | Albert von Holleben                         | preußischer General der Infanterie und Militärschriftsteller                                         | 70    |       |
| 1. Januar  | Joseph Miroslav Weber                       | tschechischer Komponist                                                                              | 51    |       |
| 1. Januar  | Hermann Wohlenberg                          | deutscher Fabrikant                                                                                  | 61    |       |
| 3. Januar  | Harrison Weir                               | britischer Künstler, Schriftsteller, Begründer der Rassekatzenzucht                                  | 81    |       |
| 4. Januar  | Ferdinand von Dincklage                     | deutscher Reichsgerichtsrat                                                                          | 66    |       |
| 4. Januar  | Fukuchi Gen’ichirō                          | japanischer Schriftsteller und Journalist                                                            | 64    |       |
| 4. Januar  | Henrietta Müller                            | britische Frauenrechtlerin, Herausgeberin und Theosophin                                             |       |       |
| 4. Januar  | Andrian Semjonowitsch Masaraki              | russischer Offizier, Pianist und Mäzen                                                               | 70    |       |
| 5. Januar  | Ferdinand Heribert von Galen                | deutscher Standesherr und Politiker (Zentrum), MdR                                                   | 74    |       |
| 5. Januar  | Clemens de Lassaulx                         | deutscher Forstmann                                                                                  | 96    |       |
| 6. Januar  | Hermann Dumrath                             | deutscher Regierungsbeamter, Rittergutsbesitzer und Parlamentarier                                   | 87    |       |
| 6. Januar  | Gabrielle Krauss                            | österreichische Opernsängerin                                                                        | 63    |       |
| 6. Januar  | Friedrich Weigle                            | deutscher Orgelbauer                                                                                 | 55    |       |
| 6. Januar  | Johann Zehetmayr                            | österreichischer Politiker                                                                           | 66    |       |
| 7. Januar  | Adolph Blankenhorn                          | deutscher Önologe                                                                                    | 62    |       |
| 7. Januar  | Elliot Danforth                             | US-amerikanischer Jurist und Politiker                                                               | 55    |       |
| 8. Januar  | Édouard Blau                                | französischer Librettist und Schriftsteller                                                          | 69    |       |
| 8. Januar  | Sarah Paxton Ball Dodson                    | amerikanische Malerin                                                                                | 58    |       |
| 8. Januar  | Hugo Jessen                                 | deutscher Theaterschauspieler                                                                        | 38    |       |
| 8. Januar  | Jacob van Marken                            | niederländischer Unternehmer                                                                         | 60    |       |
| 8. Januar  | Max von Schraut                             | deutscher Jurist, Beamter und Politiker                                                              | 61    |       |
| 9. Januar  | Karl von Fritsch                            | deutscher Geologe und Paläologe                                                                      | 67    |       |
| 9. Januar  | Charles Ritchie, 1. Baron Ritchie of Dundee | britischer Politiker (Conservative Party), Mitglied des House of Commons und Peer                    | 67    |       |
| 10. Januar | William Rainey Harper                       | US-amerikanischer Hochschullehrer, erster Präsident der University of Chicago                        | 49    |       |
| 10. Januar | Friedrich Heinzerling                       | deutscher Brückenbaumeister und Rektor der RWTH Aachen                                               | 81    |       |
| 10. Januar | Wilhelm Lohr                                | deutscher evangelischer Theologe und Generalsuperintendent                                           | 66    |       |
| 10. Januar | Hermann von Nostitz-Wallwitz                | deutscher Politiker, MdR                                                                             | 79    |       |
| 10. Januar | Otto Schelper                               | deutscher Opernsänger                                                                                | 61    |       |
| 10. Januar | Karl von Thielen                            | deutscher Politiker                                                                                  | 73    |       |
| 11. Januar | Moses K. Armstrong                          | US-amerikanischer Politiker                                                                          | 73    |       |
| 11. Januar | Pedro Perea                                 | US-amerikanischer Politiker                                                                          | 53    |       |
| 12. Januar | François Durel                              | französischer Architekt und Unternehmer                                                              |       |       |
| 12. Januar | Theodor Weber                               | Bischof der Altkatholischen Kirche in Deutschland                                                    | 69    |       |
| 13. Januar | Alexander Stepanowitsch Popow               | russischer Physiker und Pionier der Funktechnik                                                      | 46    |       |
| 13. Januar | Otto Reincke                                | deutscher Reichsgerichtsrat                                                                          | 75    |       |
| 14. Januar | Hermann Sprengel                            | deutscher Chemiker und Physiker                                                                      | 71    |       |
| 15. Januar | Gustav Bickell                              | deutscher Orientalist                                                                                | 67    |       |
| 16. Januar | Marshall Field                              | US-amerikanischer Unternehmer                                                                        | 71    |       |
| 16. Januar | Hermann Neumann                             | deutscher Politiker                                                                                  | 85    |       |
| 16. Januar | Johannes Reinelt                            | deutscher Schriftsteller und schlesischer Dialektdichter                                             | 47    |       |
| 16. Januar | Anton Wunderer                              | österreichischer Hornist, Korrepetitor und Komponist                                                 | 55    |       |
| 17. Januar | Teofilija Batschynska                       | ukrainische Schauspielerin                                                                           |       |       |
| 17. Januar | Oswald von Richthofen                       | deutscher Diplomat und Staatssekretär                                                                | 58    |       |
| 17. Januar | Carl Schweckendieck                         | Jurist und Wirklicher Geheimer Oberregierungsrat im preußischen Ministerium für öffentliche Arbeiten | 63    |       |
| 18. Januar | Octave Chatillon                            | kanadischer Geiger, Pianist, Organist, Komponist und Dramatiker                                      | 73    |       |
| 18. Januar | William Gatacre                             | britischer Generalleutnant                                                                           | 62    |       |
| 18. Januar | Karl Kořistka                               | österreichischer Geograph                                                                            | 80    |       |
| 19. Januar | Bartolomé Mitre                             | argentinischer Staatsmann, militärischer Führer und Zeitungsherausgeber                              | 84    |       |
| 20. Januar | Philippe Solari                             | französischer Bildhauer                                                                              | 65    |       |
| 20. Januar | Marcelo Spínola y Maestre                   | spanischer Kardinal der römisch-katholischen Kirche und Erzbischof von Seviila                       | 71    |       |
| 20. Januar | Friedrich Uhl                               | österreichischer Journalist und Schriftsteller                                                       | 80    |       |
| 21. Januar | Henry Sutherland Edwards                    | englischer Schriftsteller und Journalist                                                             | 77    |       |
| 21. Januar | Thomas Y. Fitzpatrick                       | US-amerikanischer Politiker                                                                          | 55    |       |
| 22. Januar | Josef Albert Amann                          | deutscher Gynäkologe                                                                                 | 73    |       |
| 22. Januar | George Jacob Holyoake                       | englischer Sozialpolitiker                                                                           | 88    |       |
| 23. Januar | Albert Kuner                                | deutsch-amerikanischer Graveur                                                                       | 86    |       |
| 25. Januar | Émile Boutmy                                | französischer Politologe, Gründer der École libre des sciences politiques                            | 70    |       |
| 25. Januar | Pierre-Lambert Goossens                     | belgischer Kardinal                                                                                  | 78    |       |
| 25. Januar | John S. Harris                              | US-amerikanischer Politiker                                                                          | 80    |       |
| 25. Januar | Rudolph Höhn                                | Bürgermeister und Abgeordneter                                                                       | 71    |       |
| 25. Januar | Yousef al-Khalidi                           | Bürgermeister von Jerusalem                                                                          |       |       |
| 25. Januar | Alexander von Massow                        | preußischer Generalleutnant                                                                          | 64    |       |
| 25. Januar | Rosa von Milde                              | deutsche Sängerin und Gesangspädagogin                                                               | 78    |       |
| 25. Januar | Hugo Stadtmüller                            | deutscher Klassischer Philologe                                                                      | 60    |       |
| 25. Januar | Joseph Wheeler                              | US-amerikanischer General und Politiker                                                              | 69    |       |
| 26. Januar | Wilhelm Fürchtegott Niedermann              | Schweizer Journalist und Bühnenautor                                                                 | 65    |       |
| 26. Januar | Adolf Werthner                              | österreichischer Herausgeber und Mitbegründer der Neuen Freien Presse                                | 77    |       |
| 26. Januar | Bruno zu Ysenburg und Büdingen              | 3. Fürst zu Ysingen und Büdingen                                                                     | 68    |       |
| 26. Januar | Bernhard Zölffel                            | deutscher Architekt und Regierungsbaumeister                                                         | 53    |       |
| 27. Januar | Eugen Holdermann                            | deutscher Apotheker und Fabrikant                                                                    | 53    |       |
| 27. Januar | Stanley Spencer                             | britischer Ballonfahrer und Luftfahrtpionier                                                         |       |       |
| 29. Januar | Christian IX.                               | König von Dänemark                                                                                   | 87    |       |
| 29. Januar | Karl Rothe                                  | Ministerpräsident im Großherzogtum Hessen                                                            | 65    |       |
| 30. Januar | Paul Dresser                                | US-amerikanischer Sänger, Songwriter, Entertainer und Musikverleger                                  | 47    |       |
| 30. Januar | Reinhold Sadler                             | US-amerikanischer Politiker                                                                          | 58    |       |
| 31. Januar | Iwan Wassiljewitsch Babuschkin              | russischer Revolutionär und Politiker                                                                | 33    |       |
| 31. Januar | Lyne Metcalfe                               | US-amerikanischer Politiker                                                                          | 83    |       |
| 31. Januar | Samuel Sigmund Rosenstein                   | deutscher Mediziner                                                                                  | 73    |       |
| 31. Januar | Nancy-Marie Vuille                          | Schweizer Schriftstellerin                                                                           | 38    |       |
|            | Henri Duvernoy                              | französischer Musikpädagoge, Organist und Komponist                                                  | 85    |       |
|            | Eberhard Stammel                            | deutscher Maler                                                                                      | 72    |       |

## Februar
| Tag         | Name                                      | Beruf, bekannt als                                                      | Alter | Beleg |
| ----------- | ----------------------------------------- | ----------------------------------------------------------------------- | ----- | ----- |
| 1. Februar  | Juana Josefina Cavasos Barnard            | mexikanisch-amerikanische Gefangene der Comanchen und Sklavenhalterin   | 81    |       |
| 1. Februar  | Caspar Heinrich Jucho                     | deutscher Ingenieur und Unternehmer                                     | 62    |       |
| 1. Februar  | Karl Lauck                                | deutscher Jurist und Politiker (Zentrum), MdR                           | 65    |       |
| 2. Februar  | Samuel Lister, 1. Baron Masham            | britischer Erfinder und Industrieller                                   | 91    |       |
| 2. Februar  | Léon Moissenet                            | französischer Mineraloge                                                | 74    |       |
| 2. Februar  | Anton Renk                                | Tiroler Schriftsteller und Volkskundler                                 | 34    |       |
| 3. Februar  | Lambert Einspieler                        | österreichischer Politiker                                              | 65    |       |
| 3. Februar  | Ludwig Speidel                            | deutscher Schriftsteller, Musik-, Theater- und Literaturkritiker        | 75    |       |
| 4. Februar  | Friedrich Baumann                         | deutscher Balneologe                                                    | 73    |       |
| 5. Februar  | Eduard Böhmer                             | deutscher Romanist und Theologe                                         | 78    |       |
| 5. Februar  | Wilhelm Maurer                            | deutscher Richter und Parlamentarier                                    | 80    |       |
| 6. Februar  | August Gudewill                           | deutscher Bankier, Stifter und Namensgeber der Oberschule Thedinghausen | 51    |       |
| 6. Februar  | Adolf Gusserow                            | deutscher Gynäkologe                                                    | 69    |       |
| 6. Februar  | Joseph Heydendahl                         | deutscher Landschaftsmaler der Düsseldorfer Schule                      | 61    |       |
| 6. Februar  | Anton Menger                              | österreichischer Jurist und Sozialtheoretiker                           | 64    |       |
| 6. Februar  | Wilhelm von Rümann                        | deutscher Bildhauer                                                     | 55    |       |
| 7. Februar  | Eduard Charlemont                         | österreichischer Maler                                                  | 63    |       |
| 7. Februar  | Charles Chilton Moore                     | US-amerikanischer Bürgerrechtler und Herausgeber                        | 68    |       |
| 8. Februar  | Giuseppina Gabriella Bonino               | italienische Ordensschwester und Ordensgründerin, Selige                | 62    |       |
| 8. Februar  | Wilhelm von Christ                        | deutscher klassischer Philologe                                         | 74    |       |
| 8. Februar  | Josue Jean Philippe Valeton der Ältere    | niederländischer reformierter Theologe und Orientalist                  | 91    |       |
| 9. Februar  | Albert Dehne                              | deutscher Maschinenbauer und Unternehmer                                | 73    |       |
| 9. Februar  | Paul Laurence Dunbar                      | US-amerikanischer Schriftsteller                                        | 33    |       |
| 10. Februar | Anton Hermann Albrecht                    | deutscher evangelischer Theologe und Dichter                            | 70    |       |
| 10. Februar | Carl Blum                                 | deutschbaltischer lutherischer Geistlicher                              | 64    |       |
| 10. Februar | Joseph Kuhn                               | deutscher Theologe und Schriftsteller                                   | 86    |       |
| 10. Februar | Luigino Ricci                             | italienischer Komponist                                                 |       |       |
| 12. Februar | William Emerson Barrett                   | US-amerikanischer Politiker                                             | 47    |       |
| 13. Februar | Charles Louis Ferdinand Dutert            | französischer Architekt                                                 | 60    |       |
| 13. Februar | Albert Gottschalk                         | dänischer Maler                                                         | 39    |       |
| 14. Februar | August von Borries                        | deutscher Lokomotivkonstrukteur                                         | 54    |       |
| 14. Februar | Maximilian von Hagenow                    | preußischer General der Kavallerie                                      | 61    |       |
| 15. Februar | Anton Wilhelm von Cetto                   | bayerischer Offizier und Diplomat                                       | 71    |       |
| 15. Februar | Achille Manara                            | italienischer Geistlicher, Erzbischof von Ancona                        | 78    |       |
| 15. Februar | Hermann Zwick                             | deutscher Lehrer und Politiker (FVp), MdR                               | 66    |       |
| 16. Februar | Johann Haller                             | österreichischer Nordpolfahrer                                          | 61    |       |
| 16. Februar | Otto Knappe von Knappstädt                | preußischer General der Infanterie                                      | 90    |       |
| 16. Februar | Maktum bin Hascher                        | Scheich von Dubai                                                       |       |       |
| 17. Februar | Karl Futterer                             | deutscher Geologe und Asienforscher                                     | 40    |       |
| 17. Februar | Frank Healey                              | britischer Autor von Schachaufgaben                                     | 77    |       |
| 17. Februar | Carlo von Mentlen                         | Schweizer Politiker                                                     | 75    |       |
| 18. Februar | Adolph von Asch                           | bayerischer General der Infanterie und Kriegsminister                   | 66    |       |
| 18. Februar | Peter J. McGuire                          | amerikanischer Sozialist                                                | 53    |       |
| 18. Februar | Josef Anton Nieder                        | deutscher Jurist und Politiker                                          | 58    |       |
| 18. Februar | Adolphe Perraud                           | französischer Bischof                                                   | 78    |       |
| 18. Februar | Bernhard von Schwerin                     | preußischer Großgrundbesitzer und Mitglied des Preußischen Herrenhauses | 74    |       |
| 18. Februar | John Batterson Stetson                    | amerikanischer Hutmacher                                                | 75    |       |
| 19. Februar | George A. Castor                          | US-amerikanischer Politiker                                             | 50    |       |
| 19. Februar | Moritz Diesterweg                         | deutscher Verleger                                                      | 71    |       |
| 19. Februar | Wilhelm Heyd                              | deutscher Bibliothekar und Historiker                                   | 82    |       |
| 19. Februar | Otto Zöckler                              | deutscher evangelischer Theologe                                        | 72    |       |
| 20. Februar | Jean Louis Cabanis                        | deutscher Ornithologe                                                   | 89    |       |
| 20. Februar | August Hermann                            | deutscher Pädagoge und Schriftsteller                                   | 70    |       |
| 21. Februar | Johann Nepomuk Gleispach                  | österreichischer Jurist und Justizminister                              | 65    |       |
| 22. Februar | Edward Armitage                           | englischer Botaniker                                                    | 83    |       |
| 22. Februar | Maximilian Nitze                          | deutscher Urologe und Erfinder des Zystoskopes                          | 57    |       |
| 23. Februar | Adolf von Wittich                         | deutscher Generaloberst, Feldmarschall und Politiker                    | 69    |       |
| 25. Februar | Anton Stepanowitsch Arenski               | russischer Komponist                                                    | 44    |       |
| 25. Februar | Miguel de los Santos de Bañuelos y Travel | spanischer Diplomat                                                     |       |       |
| 25. Februar | David B. Henderson                        | US-amerikanischer Politiker                                             | 65    |       |
| 26. Februar | Tomaso Benvenuti                          | italienischer Komponist                                                 | 68    |       |
| 26. Februar | Adolf Rosenberg                           | deutscher Kunsthistoriker und Publizist                                 | 56    |       |
| 26. Februar | Thomas J. Wood                            | US-amerikanischer Offizier                                              | 82    |       |
| 26. Februar | Hieronymus Anton von Ziemiecki            | nassauischer General-Adjutant, österreichischer General                 | 88    |       |
| 27. Februar | Francesco Fabi Altini                     | italienischer Bildhauer                                                 | 75    |       |
| 27. Februar | Samuel Pierpont Langley                   | US-amerikanischer Astrophysiker und Flugpionier                         | 71    |       |
| 27. Februar | Bertha Mohr                               | österreichisch-deutsche Lehrerin, Schauspielerin und Schriftstellerin   | 54    |       |
| 28. Februar | Heinrich Theodor Behn                     | Lübecker Bürgermeister                                                  | 87    |       |
| 28. Februar | Johann Punz                               | deutscher Bergsteiger (Ramsau)                                          | 62    |       |
| 28. Februar | David Wotherspoon                         | schottischer Fußballspieler                                             | 56    |       |
| 28. Februar | Mihály Zichy                              | ungarischer Maler                                                       | 78    |       |

## März
| Tag      | Name                              | Beruf, bekannt als | Alter | Beleg |
| -------- | --------------------------------- | --- | ----- | ----- |
| 1. März  | Moritz Heyne                      | deutscher Germanist | 68    |       |
| 1. März  | José María de Pereda              | spanischer Schriftsteller | 73    |       |
| 1. März  | Carl Gustav Rodde                 | deutscher Veduten- und Landschaftsmaler der Düsseldorfer Schule                                                              | 75    |       |
| 2. März  | Franz Endres                      | Industrieller und Abgeordneter zum Österreichischen Abgeordnetenhaus                                                         | 58    |       |
| 2. März  | Matthias Joseph Johnen            | Pfarrer in Eschweiler-Röhe, Dekan des Dekanates Eschweiler                                                                   | 88    |       |
| 3. März  | Jim Hogg                          | US-amerikanischer Politiker                                                                                                  | 54    |       |
| 3. März  | Francisco Romero Robledo          | spanischer Jurist und Politiker                                                                                              | 67    |       |
| 4. März  | Rudolf von Barby                  | preußischer Generalleutnant                                                                                                  | 84    |       |
| 4. März  | John McAllister Schofield         | US-amerikanischer Offizier im Bürgerkrieg und späterer Kriegsminister, Oberkommandeur der US Army                            | 74    |       |
| 5. März  | Friedrich Clemens von Ketteler    | deutscher Majoratsbesitzer und Politiker (Zentrum), MdR                                                                      | 66    |       |
| 5. März  | Maximilian von Puttkamer          | deutscher Politiker (NLP), MdR und Staatssekretär des Deutschen Reiches                                                      | 74    |       |
| 5. März  | Mattia Vicario                    | italienischer römisch-katholischer Geistlicher und Bischof von Novara                                                        | 56    |       |
| 7. März  | Alexander Moses Lapidot           | litauischer Rabbiner | 87    |       |
| 7. März  | Albert von Mischke                | deutscher General der Infanterie                                                                                             | 75    |       |
| 7. März  | Arnold Neher                      | Schweizer Landschaftsgärtner und Bühnenautor                                                                                 | 59    |       |
| 7. März  | Walter Queck                      | deutscher Maler | 34    |       |
| 8. März  | Rudolf Auspitz                    | österreichischer Industrieller, Nationalökonom und Politiker                                                                 | 68    |       |
| 8. März  | Matthias Braumandl                | deutscher Orgelbauer | 76    |       |
| 8. März  | Suzanne Manet                     | Ehefrau und Modell von Édouard Manet                                                                                         | 76    |       |
| 8. März  | Henry Baker Tristram              | englischer Geistlicher, Bibelgelehrter, Reisender und Ornithologe                                                            | 83    |       |
| 9. März  | Wilhelm Bork                      | deutscher Ingenieur und Eisenbahnpionier                                                                                     |       |       |
| 9. März  | Martin von Nathusius              | deutscher Hochschullehrer und Reformtheologe                                                                                 | 62    |       |
| 10. März | Friedrich Lang                    | deutscher Architekt | 53    |       |
| 10. März | Cornelius O’Brien                 | kanadischer Geistlicher und römisch-katholischer Erzbischof von Halifax                                                      | 62    |       |
| 10. März | Eugen Richter                     | deutscher Politiker (DFP, FVp), MdR                                                                                          | 67    |       |
| 11. März | Hermann Hölder                    | deutscher Anthropologe | 86    |       |
| 12. März | Joseph Monier                     | französischer Gärtner, erfand den Stahlbeton                                                                                 | 82    |       |
| 13. März | Susan B. Anthony                  | Pionierin der US-amerikanischen Frauenrechtsbewegung                                                                         | 86    |       |
| 13. März | Marin Drinow                      | bulgarischer Aufklärer, Historiker und Linguist                                                                              | 67    |       |
| 13. März | Heinrich Schwenger                | deutscher Baumeister | 65    |       |
| 14. März | Albert Haack                      | deutscher Stadtrat, Ehrenbürger von Berlin                                                                                   | 73    |       |
| 15. März | Johann Cingroš                    | böhmischer Steinmetzmeister                                                                                                  | 64    |       |
| 15. März | Friedrich Mann                    | deutscher Lehrer | 80    |       |
| 15. März | Karl Salzmann                     | deutscher Jurist, MdR | 84    |       |
| 15. März | Ferdinand Theinhardt              | deutscher Schriftentwerfer, Schriftgießer und Unternehmer                                                                    | 85    |       |
| 17. März | Konrad Beyer                      | deutscher Dichter und Schriftsteller                                                                                         | 71    |       |
| 17. März | Adolph Emmerling                  | deutscher Agrikulturchemiker                                                                                                 | 63    |       |
| 17. März | Otto Ewald                        | deutscher Theaterregisseur und Autor                                                                                         | 57    |       |
| 17. März | Levi T. Griffin                   | US-amerikanischer Politiker                                                                                                  | 68    |       |
| 17. März | Johann Most                       | deutscher Anarchist, Redner, Herausgeber der Zeitschrift Freiheit und Politiker (SPD), MdR                                   | 60    |       |
| 18. März | Maria Beatrix von Österreich-Este | Erzherzogin von Österreich-Este und Prinzessin von Modena                                                                    | 82    |       |
| 18. März | Hermann Rogalla von Bieberstein   | deutsch-amerikanischer Geometer                                                                                              | 83    |       |
| 19. März | Étienne Carjat                    | französischer Karikaturist, Autor und Fotograf                                                                               | 77    |       |
| 19. März | Victor Fatio                      | Schweizer Zoologe | 67    |       |
| 19. März | Martin Nováček                    | tschechischer Komponist, Dirigent, Musikpädagoge und Musiker                                                                 | 71    |       |
| 19. März | John M. Thayer                    | US-amerikanischer Politiker                                                                                                  | 86    |       |
| 20. März | William Carlile Arnold            | US-amerikanischer Politiker                                                                                                  | 54    |       |
| 20. März | Antonie Berl                      | deutsche Theaterschauspielerin                                                                                               | 67    |       |
| 20. März | Albert Heintze                    | deutscher Philologe | 74    |       |
| 20. März | Johann Kirnbauer von Erzstätt     | österreichischer Heraldiker und Genealoge                                                                                    | 51    |       |
| 21. März | Oliver H. Dockery                 | US-amerikanischer Politiker                                                                                                  | 75    |       |
| 21. März | Julius Lenzmann                   | deutscher Jurist und Politiker (DFP, FVp), MdR                                                                               | 62    |       |
| 21. März | George Robert Patterson           | US-amerikanischer Politiker                                                                                                  | 42    |       |
| 21. März | Carl Heinrich von Siemens         | deutscher Industrieller und Bruder von Werner von Siemens                                                                    | 77    |       |
| 22. März | Robert Ogden Doremus              | US-amerikanischer Chemiker                                                                                                   | 82    |       |
| 22. März | Eduard Grisebach                  | deutscher Diplomat, Schriftsteller, Literaturwissenschaftler und Bibliophile                                                 | 60    |       |
| 22. März | Martin Wegelius                   | finnischer Komponist und Musikpädagoge                                                                                       | 59    |       |
| 22. März | Johannes Richard zur Megede       | deutscher Schriftsteller | 41    |       |
| 23. März | Franz Ertl                        | österreichischer Politiker und Bürgermeister von St. Pölten                                                                  | 66    |       |
| 25. März | Rosa Flesch                       | Gründerin der Waldbreitbacher Franziskanerinnen von der allerseligsten Jungfrau Maria von den Engeln                         | 80    |       |
| 25. März | Emil Weigand                      | deutscher Medailleur und Münzstempelschneider                                                                                | 68    |       |
| 26. März | Emil von Gutzmerow                | Kammerherr der Königin bzw. Kaiserin Augusta, Standesherr auf Schloss Groß Leuthen und Mitglied des Preußischen Herrenhauses | 84    |       |
| 26. März | Alexandrine von Preußen           | Herzogin von Sachsen-Meiningen                                                                                               | 64    |       |
| 27. März | Eugène Carrière                   | französischer Maler und Lithograf des Symbolismus                                                                            | 57    |       |
| 27. März | Oskar Puschmann                   | deutscher Architekt und Baumeister                                                                                           | 60    |       |
| 28. März | Lionel Smith Beale                | britischer Arzt | 78    |       |
| 28. März | Sándor Bihari                     | ungarischer Genremaler | 50    |       |
| 28. März | Gustav Richard Bunde              | deutscher Rittergutsbesitzer und konservativer Politiker, MdL (Königreich Sachsen)                                           | 54    |       |
| 28. März | Albert Flamm                      | deutscher Maler | 82    |       |
| 28. März | Johann Jakob Nef                  | Schweizer Textilunternehmer                                                                                                  | 66    |       |
| 28. März | Karl Rudolf Seyerlen              | deutscher evangelischer Theologe                                                                                             | 74    |       |
| 28. März | Richard Zanders                   | deutscher Papierfabrikant | 45    |       |
| 29. März | Natalie von Milde                 | deutsche Schriftstellerin und Frauenrechtlerin                                                                               | 55    |       |
| 29. März | Slava Raškaj                      | kroatische Malerin | 29    |       |
| 30. März | Auguste François Marie Glaziou    | französischer Landschaftsarchitekt und Botaniker                                                                             | 77    |       |
| 30. März | Friedrich Gonne                   | deutscher Maler | 92    |       |
| 30. März | Richard Hoche                     | deutscher klassischer Philologe und Gymnasialdirektor                                                                        | 71    |       |
| 30. März | Stefan Karl Michel                | deutscher Kaufmann und Politiker                                                                                             | 66    |       |
| 30. März | Betsy Perk                        | niederländische Schriftstellerin und Feministin                                                                              | 73    |       |
| 31. März | Gottlieb von Both                 | mecklenburgischer Verwaltungs- und Hofbeamter                                                                                | 69    |       |
| 31. März | John Wesley Frazer                | General der Konföderierten im Amerikanischen Bürgerkrieg                                                                     | 79    |       |
| 31. März | Gustav Wiik                       | norwegischer Polarforscher                                                                                                   | 27    |       |